# 메소기상학

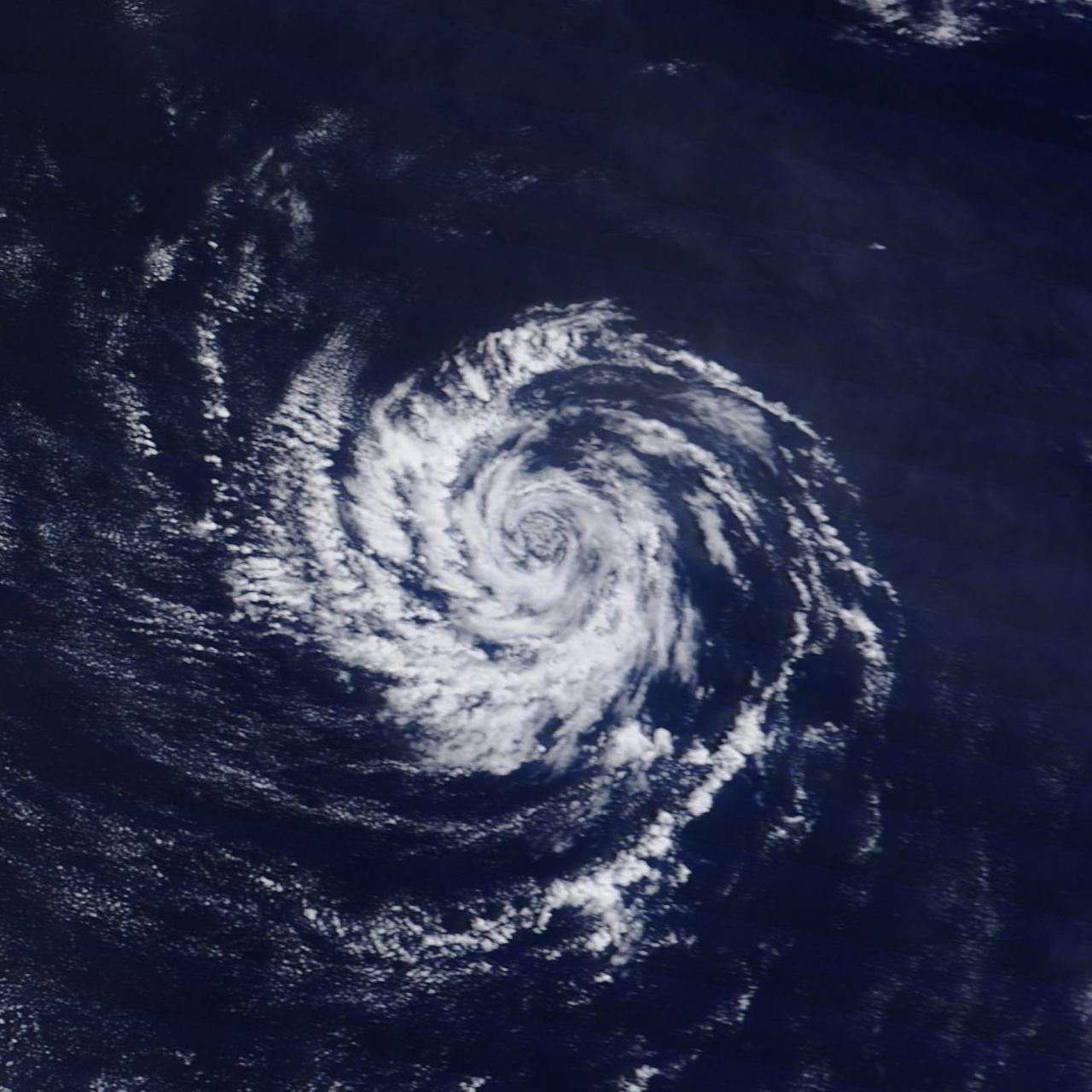
메소 베타 규모의 소용돌이

메소기상학(영어: mesoscale meteorology)는 문자 그대로 중간 규모의 기상학을 말하며, 대규모(Synoptic scale)보다 작고 미기상학, 폭풍 규모의 적운계보다 큰 기후 체계 연구 학문이다.

## 메소기상
뇌우·집중호우·회오리 등은 수km에서 100km 정도의 좁은 지역에 일어나는 현상이기 때문에 고기압이나 저기압처럼 일기도상에 표시하기가 어렵다. 이들 현상은 길거리에서 모래 먼지를 날리는 회오리바람 같은 소규모 현상보다는 규모가 크기 때문에 중규모 현상 또는 메소기상이라 한다.  메소기상은 그 현상이 일어나는 범위는 좁지만 매우 격렬한 현상이 많기 때문에 예보나 경계를 내보내야 한다. 그러나 일반적인 기상 관측망으로는 감지할 수 없으므로 이것을 자세히 조사하기 위해서는 망이 촘촘한 특수 관측망을 설치하거나 레이더나 항공기를 사용해야 한다.

## 하위 분류
메소기상학은 아래와 같이 나뉜다:
- 메소-알파(Meso-alpha) 200–2000 km 규모
- 메소-베타(Meso-beta) 20–200 km 규모
- 메소-감마(Meso-gamma) 2–20 km 규모

열대, 아열대 사이클론은 국립허리케이션센터(National Hurricane Center)에 의해 중간 규모가 아닌 대규모로 분류된다.

## 같이 보기
- 미기상학